# نیروی هوایی مجارستان
نیروی هوایی مجارستان (مجاری: Magyar Légierő) نیروی هوایی زیرمجموعه نیروهای دفاعی مجارستان است، که فعالیت خود را از سال ۱۹۱۸ آغاز کرد.